# 미래의 미라이
《미래의 미라이》(일본어: 未来のミライ)는 스튜디오 치즈 제작에 의한 일본의 애니메이션 영화다. 2018년 7월 20일 도호 배급으로 공개되었다. 2018년 5월 16일 칸 국제 영화제 프리미어 상영. "감독 주간" 애니메이션으로는 유일하게 초대 작품이다.
캐치 카피는 "나의 미래를 만났다."

## 줄거리
우리 친해질 수 있을까?

4살 소년(!) ‘쿤’, 미래에서 온 여동생 ‘미라이’를 만나다!

엄마와 아빠, 그리고 사랑스러운 강아지 ‘윳코’,

너무너무 좋아하는 기차 장난감들이 있는 나만을 위한 놀이방과 작은 정원.

세상 행복한 삶을 살고 있던 네 살 ‘쿤’에게, 첫 눈이 오던 날 동생 ‘미라이’가 찾아온다!

여동생과의 첫 만남, 신비로운 순간도 잠시…

부모님의 관심은 온통 ‘미라이’에게 향하고, ‘쿤’은 인생 최초 위기감(!)과 설움을 느끼게 된다.

그러던 어느 날 ‘쿤’에게 미래에서 온 소녀 ‘미라이’가 찾아오게 되는데!

‘쿤’의 작은 정원에서 아주 특별한 여행이 시작된다!

## 등장 인물
극중에서는 등장 인물은 동생의 미래(미라이)와 애완견의 유코를 제외하고 주인공이 길어 양을 필두로 모두 애칭 · 별명 · 속칭으로 불리고 있으며, 본명은 불명. 그러나 쿤쨩은 원작 소설 등으로 본명을 확인할 수 있다. 덧붙여 "요이치"라는 인물의 존재가 극중에서 말씀하고 있으며, 어머니의 동생인 것이 알고 있지만, 극중에 등장하지 않는다.
쿤쨩
목소리 - 카미시라이시 모카/김율
본작의 주인공. 본명은 "오오타쿤 (오타쿤)." 응석 꾸러기인 4살 소년. 태어난 여동생에게 부모의 사랑을 빼앗기고 당황.
어느 날, 애완견의 육코와 정원에 있던 때 "미라이"라고 소녀와 만남, 시공을 초월한 모험에 나선다. 기차를 사랑하고 기차의 이름을 기억한다. 아빠 여동생의 이름은 무엇이 좋은 물었을 때는 "노조미", "제비"의 이름을 언급했다. 항상 기차 장난감으로 놀고 자꾸이 장난감 문제도 발생한다. 오렌지 전동차 201계를 데포 일러스트가 그려진 옷을 가지고 있다.
또한, 원작 소설에는 쿤짱 탄생 시 "이름 쿤"이라는 한자가 맞춰져 있다. 또한 유치원 명찰에는 "오오타쿤 (오타쿤)"라고 쓰여져 있다.
미라이쨩
목소리 - 쿠로키 하루(사춘기), 혼도 카에데(어린 시절)/김하루
정원에 나타나 쿤짱을 "오빠"라고 부르는 미래에서 온 쿤짱의 여동생. 오른손 손목 측 근처에 손가락 관절 아래에 멍 또는 화상의 흔적이 있다.
아빠
목소리 - 호시노 겐/신용우
가정의 건축가. 일과 육아의 양립을 목표로 실패뿐. 안기 골칫거리.
엄마
목소리 - 아소 쿠미코/김보영
가사 나 육아로 대망이지만 최선을 다하려고 한다. 정리가 골칫거리.
유코
목소리 - 요시하라 미츠오/홍범기
오타가 애완 동물에 크림 영국계 미니어처 닥스훈트.
쿤양이 태어날 이전부터 부부가 함께있다. 쿤씨의 어머니가 애완동물 가게에서 첫눈에 반해, 아버지는 마지 못해 승낙했다.
수수께끼의 남자
목소리 - 요시하라 미츠오
쿤씨가 마당에서 만난 이상한 차림을 한 남자. 애정에 굶주린 듯 "나는 한때이 집의 왕자했다"고 말했다. 사실, 애완견의 육코이다.
할머니
목소리 - 미야자키 요시코/손정아
쿤양의 할머니. 두 번째를 출산하는 어머니 대신 쿤이 제대로 육코 번거로움을 본다. 아빠가 설계한 집의 디자인을 좋아하지 않는다.
할아버지
목소리 - 야쿠쇼 코지/민승우
쿤씨의 할아버지. 히나 마츠리 날에 손자를 만나러 온다. 미래의 사진을 찍으려고 하는 것도, 군 짱에 방해된다.
청년
목소리 - 후쿠야마 마사하루/김승준
쿤씨가 시공의 여행지에서 만난 젊은이. 이유에서 다리를 질질 끌고 걷는다. 쿤양에 큰 영향을 미친다. 사실 젊은 시절 군 씨의 증조부이다.
소녀
목소리 - 사이카 사쿠라
쿤씨가 시공의 여행지에서 만나는 소녀. 방을 어지럽히는 것을 좋아한다. 사실 어린시절 군 짱의 어머니이다.
남자 고교생
목소리 - 하타나카 타스쿠/황창영
쿤씨가 시공의 여행지인 동일본여객철도 JR 네기시 선 이소고역의 대합실에서 만나는, 무뚝뚝한 말투를 하는 고교생. 사실 미래의 쿤짱이다.
도쿄역의 유실물 접수 센터의 로봇
목소리 - 칸다 마츠노조
쿤씨가 시공의 여행지 인 도쿄역에서 만나는 로봇.

## 갤러리

한국어 티저 포스터
일본어 포스터